# MOA-2007-BLG-192Lb

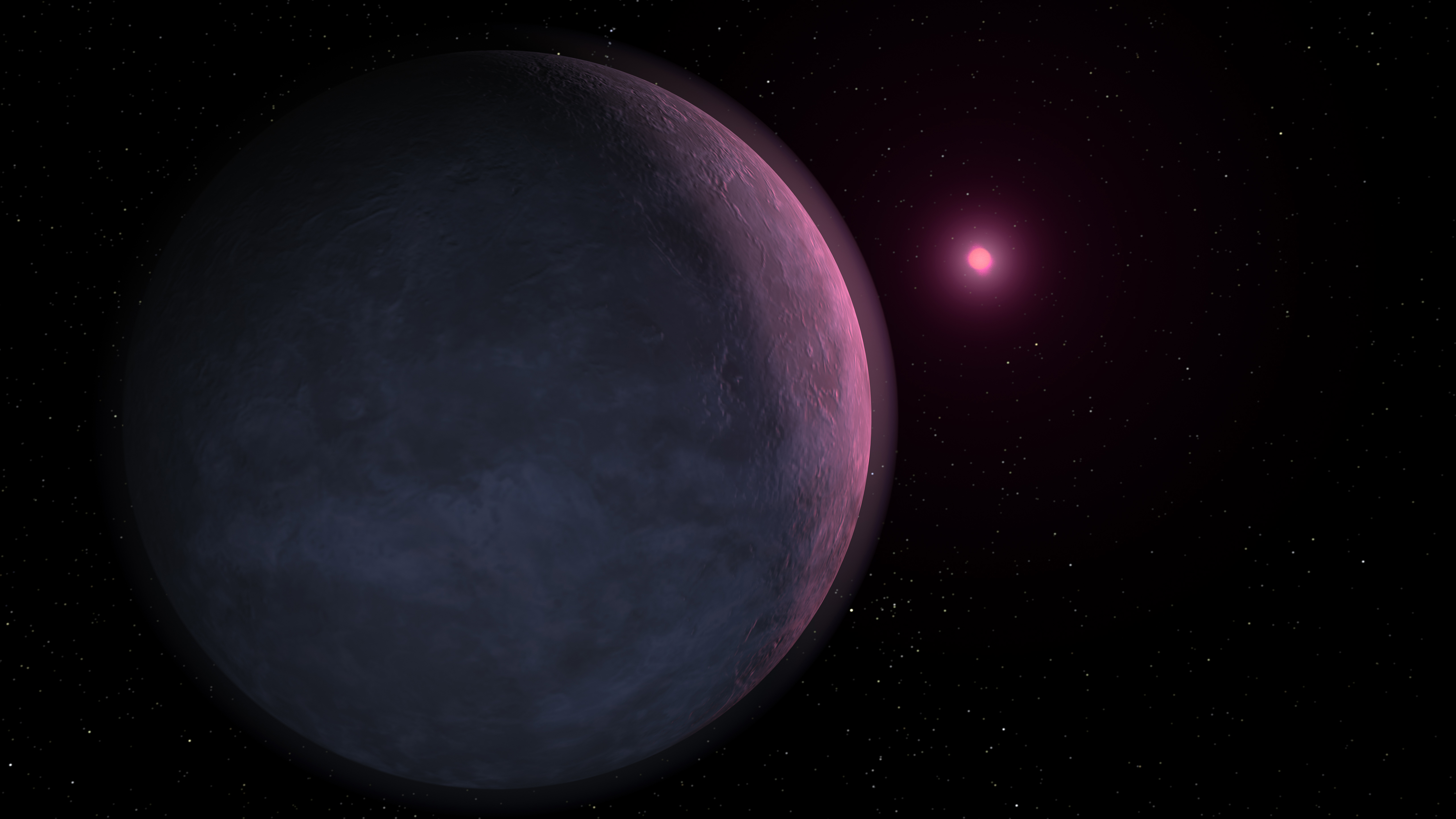
Impressão artística de MOA-2007-BLG-192Lb orbitando seu primário.

MOA-2007-BLG-192Lb, ocasionalmente encurtado para MOA-192 b, é um planeta extrassolar localizado a aproximadamente 3 mil anos-luz de distância a partir da Terra, na constelação de Sagittarius. O planeta foi descoberto em órbita de uma anã marrom ou uma estrela de baixa massa MOA-2007-BLG-192L. Ele tem uma massa de cerca de 3,3 vezes a massa da Terra, era um dos planetas extrassolares de menor massa descoberto naquela época. Ele foi descoberto através de uma microlente gravitacional, evento que ocorreu em 24 de maio de 2007, que foi detectado como parte do levantamento de microlente do MOA-II no Observatório de Monte John na Nova Zelândia.
O primária do sistema também é pequeno. Tem cerca de 6% da massa do Sol, é provavelmente muito pequeno para sustentar as reações para fusão, tornando-se uma anã marrom vagamente brilhante. Além disso, a distância projetada estimada entre MOA-2007-BLG-192Lb e seu primário é de aproximadamente 0,62 unidades astronômicas. Isso significa que o planeta provavelmente é formado por muito gelo e gases, mais parecido com a composição de Netuno (um planeta gigante gelado) do que na composição da Terra (um planeta telúrico), de acordo com o astrônomo David Bennett da Universidade de Notre Dame.